# 크리스 카일
크리스토퍼 스콧 "크리스" 카일(Christopher Scott "Chris" Kyle, 1974년 4월 8일 ~ 2013년 2월 2일)은 전직 미국 해군 특수부대인 네이비 실의 저격수이다. 공식 확인 기록 160명, 비공식 기록 255명을 사살하여 여러 차례 훈장을 받았다.
2009년 제대 후 민간군사기업(PMC)등에서 저격수 훈련교관으로 근무하며 자신의 이야기를 자서전으로 출간하였고, 외상후스트레스장애(PTSD)를 앓고있는 퇴역 군인들을 위해서 기부를 하기도 하였다.
2013년, PTSD를 앓고 있는 미 해병대 저격수 출신 에디 루스(Eddie Routh)의 치료를 위해 텍사스 주에 있는 한 사격장을 방문하였다가, PTSD를 버티지 못한 루스에게 4발의 총격을 당해 사망하였다.